# Liste der Menhire in Rheinland-Pfalz
Die Liste der Menhire in Rheinland-Pfalz umfasst alle bekannten Menhire auf dem Gebiet des heutigen Bundeslandes Rheinland-Pfalz.

## Liste der Menhire
- Menhir: Nennt die Bezeichnung des Menhirs sowie gebräuchliche Alternativbezeichnungen
- Ort: Nennt die Gemeinde und ggf. den Ortsteil, in dem sich der Menhir befindet.
- Landkreis: Nennt den Landkreis, dem die Gemeinde angehört. AZ: Landkreis Alzey-Worms; BIR: Landkreis Birkenfeld; BIT: Eifelkreis Bitburg-Prüm; DAU: Landkreis Vulkaneifel; DÜW: Landkreis Bad Dürkheim; KH: Landkreis Bad Kreuznach; KIB: Donnersbergkreis; KL: Kaiserslautern/Landkreis Kaiserslautern; MZ: Landkreis Mainz-Bingen; NW: Neustadt an der Weinstraße; PS: Pirmasens; RP: Rhein-Pfalz-Kreis; TR: Landkreis Trier-Saarburg; WIL: Landkreis Bernkastel-Wittlich
- Typ: Unterscheidung verschiedener Untertypen:[1]
  - Menhir: ein einzeln stehender, unverzierter und nicht mit einem Grab verbundener Stein
  - Grabstele: ein auf einem Grabhügel stehender Stein
  - Menhiranlage: eine Gruppe aufgerichteter Steine mit anderer als kreisförmiger oder linearer bzw. mit unklarer Anordnung
  - Steinkreis: eine Gruppe aufgerichteter Steine mit kreisförmiger Anordnung
  - Monolith: sonstiger Stein mit Menhircharakter

| Menhir                                                                                   | Ort                                              | Landkreis | Typ                                   | Anmerkungen | Bild                            |
| ---------------------------------------------------------------------------------------- | ------------------------------------------------ | --------- | ------------------------------------- | --- | ------------------------------- |
| Menhir von Albsheim an der Eis                                                           | Obrigheim (Pfalz), OT Albsheim an der Eis        | DÜW       | Menhir                                | |                                 |
| Menhir von Alsenz („Der Wack“, „Becker Hennes Wack“)                                     | Alsenz                                           | KIB       | Menhir                                | | Menhir von Alsenz               |
| Menhir von Altenbamberg                                                                  | Altenbamberg                                     | KH        | Grabstele                             | |                                 |
| Menhir von Arenrath („Teufelsstein“)                                                     | Arenrath                                         | WIL       | Menhir                                | |                                 |
| Menhir I von Armsheim („Der dicke Stein“)                                                | Armsheim                                         | AZ        | Menhir                                | |                                 |
| Menhir II von Armsheim („Hinkelstein“)                                                   | Armsheim                                         | AZ        | Menhir                                | |                                 |
| Menhir III von Armsheim („Spitzer Stein“)                                                | Armsheim                                         | AZ        | Menhir                                | |                                 |
| Menhir von Bad Dürkheim („Der hohe Stein am Spieß“)                                      | Bad Dürkheim                                     | DÜW       | Menhir                                | |                                 |
| Grabstele I von Bad Dürkheim                                                             | Bad Dürkheim                                     | DÜW       | Grabstele                             | |                                 |
| Grabstele II von Bad Dürkheim                                                            | Bad Dürkheim                                     | DÜW       | Grabstele                             | |                                 |
| Grabstele III von Bad Dürkheim                                                           | Bad Dürkheim                                     | DÜW       | Grabstele                             | |                                 |
| Menhir von Bad Kreuznach („Der lange Mann“)                                              | Bad Kreuznach                                    | KH        | Menhir                                | | Weitere Bilder                  |
| Menhir I von Bann („Bännerstein“)                                                        | Bann                                             | KL        | Menhir                                | | jungsteinzeitlicher Menhir      |
| Menhir II von Bann                                                                       | Kindsbach                                        | KL        | Menhir                                | |                                 |
| Menhir von Bescheid                                                                      | Bescheid                                         | TR        | Grabstele                             | |                                 |
| Taufbecken als christianisierter Menhir in Binscheid                                     | Binscheid, Gemeinde Üttfeld                      | BIT       | Christianisierter Menhir (Taufbecken) | Einordnung als Menhir nicht nachgewiesen | Weitere Bilder                  |
| Menhir I von Bolanden                                                                    | Bolanden                                         | KIB       | Grabstele                             | |                                 |
| Menhir II von Bolanden                                                                   | Bolanden                                         | KIB       | Grabstele                             | |                                 |
| Menhir III von Bolanden                                                                  | Bolanden                                         | KIB       | Grabstele                             | |                                 |
| Menhir von Bollendorf („Druidenstein“, „Eckstein“)                                       | Bollendorf                                       | BIT       | Menhir                                | | Menhir von Bollendorf           |
| Menhir von Börrstadt („Hinkelstein“)                                                     | Börrstadt                                        | KIB       | Menhir                                | |                                 |
| Menhir von Büdlich („Breitenstein“)                                                      | Büdlich                                          | TR        | Menhir                                | | Weitere Bilder                  |
| Menhir von Dannenfels („Hinkelstein“, „Hünestaa“)                                        | Dannenfels                                       | KIB       | Menhir                                | |                                 |
| Menhir von Dautenheim („Hinkelstein“)                                                    | Alzey, OT Dautenheim                             | AZ        | Menhir                                | |                                 |
| Menhir von Dexheim („Der dicke Stein“)                                                   | Dexheim                                          | MZ        | Menhir                                | | Der dicke Stein von Dexheim     |
| Menhir von Dittelsheim-Heßloch („Der weiße Stein“)                                       | Dittelsheim-Heßloch                              | AZ        | Menhir                                | | Weißer Stein                    |
| Menhir von Einselthum („Der lange Stein“)                                                | Einselthum                                       | KIB       | Menhir                                | | Der Lange Stein von Einselthum  |
| Menhir I von Enkirch                                                                     | Enkirch                                          | WIL       | Grabstele                             | |                                 |
| Menhir II von Enkirch                                                                    | Enkirch                                          | WIL       | Grabstele                             | |                                 |
| Taufbecken als christianisierter Menhir in Eschfeld                                      | Eschfeld                                         | BIT       | Christianisierter Menhir (Taufbecken) | Einordnung als Menhir nicht nachgewiesen | Weitere Bilder                  |
| Menhir von Essenheim („Der lange Stein“, „Der hohe Stein“)                               | Essenheim                                        | MZ        | Menhir                                | | Weitere Bilder                  |
| Menhir von Farschweiler („Hinkelstein“)                                                  | Farschweiler                                     | TR        | Menhir                                | | Weitere Bilder                  |
| Menhir von Flonheim („Langer Stein“)                                                     | Flonheim                                         | AZ        | Menhir                                | |                                 |
| Menhir von Flörsheim-Dalsheim                                                            | Flörsheim-Dalsheim                               | AZ        | Menhir                                | |                                 |
| Monolith von Frankenstein („Hinkelstein“)                                                | Frankenstein                                     | KL        | Monolith                              | Einordnung als Menhir fraglich | Monolith von Frankenstein       |
| Menhir von Freinsheim („Der lange Stein“)                                                | Freinsheim                                       | DÜW       | Menhir                                | | Der lange Stein (Freinsheim)    |
| Menhir von Gonbach („Der lange Stein“)                                                   | Gonbach                                          | KIB       | Menhir                                | |                                 |
| Menhir von Gumbsheim                                                                     | Gumbsheim                                        | AZ        | Menhir                                | | Menhir von Gumbsheim            |
| Steinkreis von Hettenleidelheim („Die Neun Steine“, „Neunsteine“)                        | Hettenleidelheim                                 | DÜW       | Steinkreis                            | |                                 |
| Menhir von Hinterweiler („Der spitze Stein“)                                             | Hinterweiler                                     | DAU       | Menhir                                | |                                 |
| Menhir I von Holsthum („Langenstein“)                                                    | Holsthum                                         | BIT       | Menhir                                | | Weitere Bilder                  |
| Menhir II von Holsthum („Menhir in der Gründelhecke“)                                    | Holsthum                                         | BIT       | Menhir                                | |                                 |
| Menhir von Kaiserslautern (Menhir von Bännjerrück)                                       | Kaiserslautern, OT Bännjerrück                   | KL        | Menhir                                | | Weitere Bilder                  |
| Menhir von Konz („Der weiße Wacken“)                                                     | Konz                                             | TR        | Menhir                                | | Weitere Bilder                  |
| Menhir I von Lachen-Speyerdorf                                                           | Neustadt an der Weinstraße, OT Lachen-Speyerdorf | NW        | Grabstele                             | |                                 |
| Menhir II von Lachen-Speyerdorf                                                          | Neustadt an der Weinstraße, OT Lachen-Speyerdorf | NW        | Grabstele                             | |                                 |
| Menhir von Mainz-Laubenheim                                                              | Mainz-Laubenheim                                 | MZ        | Menhir                                | | Weitere Bilder                  |
| Menhir von Martinshöhe („Römerstein“, „Gollenstein“, „’S Theiße Stään“)                  | Martinshöhe                                      | KL        | Menhir                                | ursprünglich wohl doppelt so hoch | Römerstein von Martinshöhe      |
| Menhir I von Mehlingen                                                                   | Mehlingen                                        | KL        | Monolith                              | |                                 |
| Menhir II von Mehlingen („Menhir am Eichelberg“)                                         | Mehlingen                                        | KL        | Menhir                                | |                                 |
| Menhir III von Mehlingen („Menhir im Greb“)                                              | Mehlingen                                        | KL        | Menhir                                | |                                 |
| Menhir von Mittelbrunn („Langenstein“, „Der Lange Stein“)                                | Mittelbrunn                                      | KL        | Menhir                                | | Menhir von Mittelbrunn          |
| Menhir von Monsheim („Hinkelstein“)                                                      | Monsheim                                         | AZ        | Menhir                                | | Hinkelstein von Monsheim        |
| Grabstelen von Morbach-Wederath                                                          | Morbach, OT Wederath                             | WIL       | Grabstele                             | mehrere Grabstelen im Archäologiepark Belginum | Weitere Bilder                  |
| Menhir von Nack                                                                          | Nack                                             | AZ        | Monolith                              | |                                 |
| Menhir von Nackenheim („Der lange Stein“)                                                | Nackenheim                                       | MZ        | Menhir                                | | Weitere Bilder                  |
| Menhir von Niederprüm („Weißenstein“, „Wackenstein“, „Schloßhecker Menhir“)              | Prüm, OT Niederprüm                              | BIT       | Menhir                                | | Weitere Bilder                  |
| Monolith von Niederstedem                                                                | Niederstedem                                     | BIT       | Monolith                              | | Weitere Bilder                  |
| Menhir von Nierstein                                                                     | Nierstein                                        | MZ        | Menhir                                | |                                 |
| Menhir I von Nusbaum („Fraubillenkreuz“)                                                 | Nusbaum                                          | BIT       | Menhir                                | In christlicher Zeit zu einem Steinkreuz umgearbeitet | Weitere Bilder                  |
| Menhir II von Nusbaum („Stehender Menhir“)                                               | Nusbaum                                          | BIT       | Menhir                                | | Weitere Bilder                  |
| Menhir III von Nusbaum („Liegender Menhir“)                                              | Nusbaum                                          | BIT       | Menhir                                | | Weitere Bilder                  |
| Menhirfragmente von Nusbaum                                                              | Nusbaum                                          | BIT       | Menhir                                | vier größere und mehrere kleine Fragmente |                                 |
| Menhir von Obermoschel („Der lange Stein“, „Langenstein“)                                | Obermoschel                                      | KIB       | Menhir                                | | Der lange Stein von Obermoschel |
| Menhir von Ober-Saulheim („Der lange Stein“, „Langer Stein“, „Teufelsstein“)             | Ober-Saulheim                                    | AZ        | Menhir                                | bronzezeitlicher Menhir, um 1500 v. Chr.; spätgotische Figurennische | Weitere Bilder                  |
| Grabstele von Otterberg                                                                  | Otterberg                                        | KL        | Grabstele                             | |                                 |
| Menhir von Otterberg („Hinkelstein“)                                                     | Otterberg                                        | KL        | Menhir                                | | Menhir von Otterberg            |
| Menhir von Pirmasens („Der lange Stein“, „Pirmanstein“, „Sant Pirmansstein“, „Marstein“) | Pirmasens                                        | PS        | Menhir                                | | Menhir von Pirmasens            |
| Menhir von Rhaunen („Königstein“)                                                        | Rhaunen                                          | BIR       | Menhir                                | |                                 |
| Menhir von Rittersheim („Langer Stein“)                                                  | Rittersheim                                      | KIB       | Menhir                                | |                                 |
| Menhir von Schankweiler                                                                  | Schankweiler                                     | BIT       | Monolith                              | sekundär in einem Steinkistengrab verbaut |                                 |
| Menhir von Schauernheim („Der lange Stein“)                                              | Dannstadt-Schauernheim, OT Schauernheim          | RP        | Menhir                                | | Weitere Bilder                  |
| Menhir von Schlausenbach („Forstmeister-Jansen-Stein“)                                   | Buchet                                           | BIT       | Menhir                                | Steht auf dem Gebiet von Buchet, ist aber nach dem näher gelegenen Schlausenbach benannt | Menhir von Schlausenbach        |
| Menhir von Schmidthachenbach („Hunnenstein“)                                             | Schmidthachenbach                                | BIR       | Menhir                                | |                                 |
| Menhir I von Schönberg („Der lange Stein“ nördlich des Ortes)                            | Schönberg                                        | WIL       | Menhir                                | |                                 |
| Menhir II von Schönberg an der Trafostation                                              | Schönberg                                        | WIL       | Menhir                                | | Weitere Bilder                  |
| Menhir von Selzen                                                                        | Selzen                                           | MZ        | Monolith                              | Es bestehen Zweifel darüber, ob es sich bei diesem Stein um einen echten Menhir handelt. Vielmehr geht man davon aus, dass es sich um einen natürlich gewachsenen Obelisk handelt, der 1968 in einer Kiesgrube zwischen Selzen und Mommenheim gefunden wurde und auf den gegenwärtigen Standort verbracht und aufgestellt worden ist. | Weitere Bilder                  |
| Menhir von Sippersfeld („Babenstein“, „Pappernstein“)                                    | Sippersfeld                                      | KIB       | Menhir                                | | Menhir von Sippersfeld          |
| Menhir von Stahlberg („Langenstein“)                                                     | Stahlberg                                        | KIB       | Menhir                                | | Langer Stein von Stahlberg      |
| Monolith von Stelzenberg-Breitenau („Hinkelstein“)                                       | Stelzenberg, OT Breitenau                        | KL        | Monolith                              | Einordnung als Menhir unklar | Monolith von Breitenau          |
| Menhir von Thomm („Hinkelstein“)                                                         | Thomm                                            | TR        | Menhir                                | | Hinkelstein von Thomm           |
| Kampsteine (Campsteine)                                                                  | Traben-Trarbach                                  | WIL       | Menhiranlage                          | zwei benachbarte Steine |                                 |
| Monolith von Traben-Trarbach („Rote Göttin vom Mont Royal“)                              | Traben-Trarbach                                  | WIL       | Monolith                              | eventuell anthropomorpher Menhir |                                 |
| Menhir von Trittenheim („Eselstrapp“)                                                    | Trittenheim                                      | TR        | Menhir                                | | Hinkelstein                     |
| Menhir von Wackernheim („Monolith Wackernheim“)                                          | Ingelheim am Rhein, OT Nieder-Ingelheim          | MZ        | Menhir                                | 2003 beim Pflügen entdeckt; im Kontext zum Bodenuntergrund ein ortsfremder Monolith, der in nicht datierbarer Zeit an diese Stelle verbracht worden sein muss. | Weitere Bilder                  |
| Menhir von Wallersheim („Landstein“, „Lahnstein“, „Langenstein“)                         | Wallersheim                                      | BIT       | Menhir                                | Um den Stein herum wurde im 7. Jahrhundert ein fränkisches Gräberfeld angelegt | Weitere Bilder                  |
| Menhir von Wattenheim („Fliegenstein“)                                                   | Wattenheim                                       | DÜW       | Grabstele                             | |                                 |
| Monolith von Wintrich                                                                    | Wintrich                                         | WIL       | Monolith                              | |                                 |